# Berrocal
Pour les articles homonymes, voir Berrocal (homonymie).

Berrocal est une commune de la province de Huelva dans la communauté autonome d'Andalousie en Espagne.

## Démographie
| 1999 | 2000 | 2001 | 2002 | 2003 | 2004 | 2005 |
| ---- | ---- | ---- | ---- | ---- | ---- | ---- |
| 412  | 409  | 394  | 378  | 374  | 371  | 371  |